# Kráľova hoľa
Kráľova hoľa (Slovakisk udtale: [ˈKraːʎɔʋa ˈɦɔʎa]; tysk: Königsberg ; ungarsk: Király-hegy,  bogstaveligt talt "King's Bald Mountain") er det højeste bjerg (1.946 moh.) i den østlige del af bjergkæden Nedre Tatra i distriktet Brezno (okres Brezno) i regionen Banská Bystrica i det centrale Slovakiet. Fire floder har deres udspring ved foden af bjerget: Čierny Váh, Hnilec, Hornád og Hron. Toppen er let tilgængeligt med vandrestier fra Telgárt såvel som af en asfalteret vej fra Šumiac (ikke åben for motorkøretøjer, bortset fra bjergredningstjenesten og vedligeholdelsesarbejdere for tv-senderen på toppen), og har panoramaudsigt over Spiš, Tatraerne, Liptov og Øvre Hron-dalen.

## Historie
Kráľova hoľa har stort set været ryddet for skov, efter omfattende hugst tidligt i det 19. århundrede, men den oprindelige trægrænse er genoprettet til sin naturlige højde på ca. 1.650 moh. efter en indsats af skoveksperten Ludwig Greiners i anden halvdel af dette århundrede.
Kráľova hoľa er ofte afbildet i slovakisk folklore og romantisk poesi som et sikkert tilflugtssted for helte og landevejsrøver, især Juraj Jánošík . Som en metafor for hjemlandet i folkeballader (såsom Na Kráľovej holi) og især i et af de mest kendte slovakiske digte  Jánošíks død (1862) af Ján Botto, er bjerget, sammen med Kriváň, blevet et af uformelle slovakiske nationalsymboler .
Under det antinaziske slovakiske nationaloprør havde partisangruppen Jánošík deres skjul under toppen af bjerget. I 1960 blev en tv-sender med en 137,5 meter høj mast bygget på toppen. Der er også en vejrstation og en station fra bjergredningstjenesten .